# Adenoamigdalectomía
La adenoamigdalectomía es la intervención que se realiza para extirpar las amígdalas y las vegetaciones adenoideas. Las amígdalas se encuentran en la garganta y las adenoides en la zona posterior de las fosas nasales. Su extirpación está indicada generalmente por infecciones de repetición, o porque alcancen un gran tamaño que dificulte la respiración.

## Indicaciones
Las indicaciones pueden ser absolutas y relativas para la extirpación. La indicación absoluta es en el caso de obstrucción respiratoria severa. Suele indicarse su extirpación por problemas de infecciones de repetición, o porque alcancen un gran tamaño que dificulte la respiración, provocando respiración obligada por la boca o ronquidos.

Las indicaciones relativas pueden plantearse en los casos de otitis media aguda a repetición y en  infecciones respiratorias altas a repetición (rinitis, sinusitis).
En la intervención, realizada bajo anestesia general, se introduce un instrumento que mantiene la boca abierta para permitir la extirpación de las amígdalas. Las vegetaciones se extraen mediante legrado cuidadoso de la parte de la garganta que se encuentra detrás de las fosas nasales.

## Riesgos y complicaciones
Los riesgos y complicaciones posibles más frecuentes son:
- Molestias frecuentes tras la intervención: molestias o dolor faríngeo, dolor de deglución, esputo o saliva sanguinolenta, vómitos, mal olor de la boca (halitosis). Todo ello durante unos días (a veces hasta dos o tres semanas) y habitualmente mejoran con antiinflamatorios, analgésicos, dieta blanda y reposo. Estas molestias se deben a la existencia de una herida que queda a cada lado de la garganta, donde se encontraban las amígdalas, aunque a veces también a las manipulaciones analgésicas e instrumentales propias de la intervención y por la postura de la cabeza o apertura forzada de la boca.
- Problemas dentarios: dado que el instrumento abrebocas debe apoyarse en las arcadas dentarias, por la presión y en algunos casos por el estado de la dentadura puede producirse que alguna pieza dentaria se afloje, se rompa o se desprenda quedando móvil y haciendo necesaria su extracción para evitar su desplazamiento al árbol respiratorio o vía digestiva con riesgos añadidos.
- Hemorragia: la aparición de una hemorragia de sangre roja es un acontecimiento poco frecuente, pero que debe hacer acudir a su médico inmediatamente. Al contrario, el vómito en las primeras horas del contenido del estómago, con sangre coagulada, negruzca, es un hecho común que no debe alarmar al paciente. De la misma forma, si no se produce el vómito, pueden aparecer deposiciones oscuras en los días tras la intervención.